# Шугозеро (селище)
Шугозеро (рос. Шугозеро) — селище у Тихвінському районі Ленінградської області Російської Федерації.
Населення становить 2060 осіб. Належить до муніципального утворення Шугозерське сільське поселення.

## Історія
Населений пункт розташований на історичній Новгородській землі, знищеній Московським царством у 15 столітті.
Згідно із законом від 1 вересня 2004 року № 52-оз належить до муніципального утворення Шугозерське сільське поселення.

## Населення
| 1939 | 1959  | 2007  | 2010  |
| ---- | ----- | ----- | ----- |
| 2152 | ↘1990 | ↗2490 | ↘2060 |